# ハイサイド
ハイサイド (highside, highsider) とは、オートバイや自転車など主に二輪車で走行中に発生しうる挙動の一つで、旋回中などでタイヤが横方向へ滑った後に急激にグリップが回復して車体が起き上がる挙動や、これに起因する転倒を指す。傾いている車体の上側(high side)への転倒であることからこのように呼ばれる。

## 概要
ハイサイドは旋回中などでタイヤが横方向に滑ったのち、摩擦力が急速に高くなった場合に発生する。横滑り中にタイヤのグリップが回復すると、車体の重心に働く慣性力とタイヤの接地面に働く摩擦力は偶力として働き、滑っている方向へ車体を起こそうとするロールモーメントが発生する。摩擦力の上昇が急速な場合はロールモーメントが大きく、運転者が対応できずにバランスを崩し、転倒に至る場合がある。ロールモーメントが大きいほど車体が起き上がる角加速度が高くなり、乗員が車上から投げ出されたり、路面に強く叩きつけられたりする。車体が滑った方向へ倒れることから、乗員は車体が倒れる先へ投げ出される場合が多い。また、タイヤのグリップが回復した瞬間にサスペンションが縮み、その反動が乗員を高く跳ね上げて危険な現象となる場合もある。

## オートバイ
オートバイでは、後輪の横滑りをきっかけとしたハイサイドは比較的容易に発生する。例えば、旋回中に不用意にスロットルを開くと後輪だけがグリップを失って横滑りが発生し、横滑りを抑えようとしてスロットルを戻すと急速にグリップが回復してハイサイドに至る場合も多い。
オートバイの場合は車体の重量が大きく、車体の前方に投げ出された乗員が、自分の乗っていたオートバイに衝突されて大きな傷害を受ける場合もある。車体に受ける損傷も大きくなりがちで、オートバイレースなどでは外装部品を撒き散らしながらコース上で転がる光景が多く見られる。

## 自転車
自転車は乗車状態での重心が高いため、ハイサイドを起こすモーメントを受けると比較的容易にバランスを崩しやすいが、ハイサイドのきっかけとなるタイヤの横滑りが発生する頻度は比較的少ない。日常的な利用では、雨天時で路面との摩擦係数が小さい場合や走行速度が高い場合に旋回すると横滑りが発生してハイサイドのきっかけとなる場合がある。マウンテンバイクの競技ではしばしば故意に横滑りを発生させて旋回する場合もあり、ハイサイドが発生する機会は多くなる｡

## 四輪車
後輪駆動の四輪車（四輪自動車）の場合でも、二輪車よりも車輪が多いことによる構造上の安定性の高さから取り上げられることは少ないが、同様なことは発生する。主にカーブの立ち上がり等において、十分にグリップしている状態から過度にアクセルを踏み、それによる過度な後輪の横滑りを抑えようとしてアクセルを戻すと急速にグリップが回復してハイサイドのような状態に至り、その結果、車体が大きく横に逸れることもある。そのため、車幅の狭い所などではガードレール等に衝突する等の事故の原因になることも多い。ちなみに、四輪界隈ではハイサイドのような状態のことを「おつり」と呼ぶことが殆どである。